# Callitris gracilis
Callitris gracilis — вид хвойних рослин з родини кипарисових (Cupressaceae). Місцем проживання цього виду є Австралія (Новий Південний Уельс, Південна Австралія, Вікторія, Західна Австралія).

## Опис
Це широке конусоподібне дерево заввишки до 20 метрів. Листки зменшено до крихітних структур, які обхоплюють гнучкі зелені стебла. Крихітні чоловічі та жіночі квіткові структури зустрічаються на одному дереві, при цьому чоловічі квітки здатні викидати величезні хмари пилку взимку. Плід — це дерев’яна кулеподібна шишка діаметром 2.5–4 см із шістьма товстими сегментами, які відкриваються при дозріванні, щоб випустити насіння. Шишки можуть зберігатися на дереві протягом багатьох років, і кожна з них може містити до 30 насінин.

## Використання
Кілька видів папуг їдять плоди. Корінні жителі деяких районів використовують листя для приготування настоїв для полегшення кашлю та застуди, а також для виготовлення димових ліків. Дерево високо цінувалося європейськими поселенцями за його прямий стовбур і деревину, стійку до термітів. Культивуються привабливі характерні дерева для великих садів або парків.